# La Pagode en flammes
Pour plus de détails, voir Fiche technique et Distribution.
La Pagode en flammes (China Girl) est un film américain réalisé par Henry Hathaway, sorti en 1942.

## Synopsis
À Luzhou, en Chine, le caméraman Johnny Williams (George Montgomery) est arrêté par l'armée japonaise. On lui propose 20 000 dollars pour prendre des photos de la route de Birmanie, un lien vital pour l'approvisionnement des Alliés qui a été construit pour soutenir l'effort de guerre chinois. Il n'est pas intéressé.
Johnny est remis en cellule avec un Canadien, le "Major" Bull Weed (Victor McLaglen), qui prétend servir d'irrégulier chinois. Son confédéré, le "capitaine" Fifi (Lynn Bari), introduit clandestinement une arme lors d'un faux adieu tumultueux, et les deux hommes s'échappent.
Ils ont rendez-vous avec Fifi, qui dit avoir vu un avion à proximité, sur un terrain d'aviation abandonné. Johnny, un ex-barnstormer expert en pilotage de biplans, les pilote tous à travers une grêle de tirs anti-aériens birmans jusqu'à Mandalay, où ils sont en sécurité. À leur arrivée, il rencontre par hasard son vieil ami, le capitaine Shorty Maguire (Myron McCormick), un pilote mercenaire des "Tigres volants" américains qui défendent la Chine contre les Japonais.
Johnny est invité à s'engager, mais refuse à nouveau de prendre parti. Il découvre qu'au lieu d'attraper sa carte de presse confisquée en fuyant Luchow, le document qu'il a ramassé est quelque chose en japonais. Bull ne parvient à déchiffrer que deux mots, et Johnny se désintéresse rapidement de la question lorsqu'il aperçoit une belle femme à proximité.
Haoli Young (Gene Tierney) vient de rentrer de New York, où elle étudie à Vassar. Elle lui apprend que son père, le Dr Young (Philip Ahn), possède une maison en ville et qu'elle vend les derniers biens de valeur de sa famille pour financer une école missionnaire qu'il dirige pour les orphelins de Kunming. Johnny finit par s'y rendre à pied et on le lui présente. Une fois seul, il l'embrasse, mais cette Eurasienne réservée le reçoit sans ménagement. Se sentant lésé, il retourne à son hôtel et va chercher Fifi.
Lorsqu'il ramène Fifi dans sa chambre, Haoli l'attend. Il laisse rapidement tomber Fifi, mais Haoli lui apprend que Fifi et Bull sont des agents japonais et que, par association, Johnny est soupçonné d'en être un aussi. Johnny se rend compte qu'il a été manipulé par les deux hommes, mais il les convainc de remplacer l'équipement photographique dont il a besoin pour photographier la route de Birmanie - cette fois en vue d'une grosse somme d'argent de la part de la presse occidentale. Il leur demande ensuite de quitter Mandalay, faute de quoi il les dénoncera comme agents japonais.
Johnny reste à Mandalay, attendant que son ami Shorty lui fasse survoler la route de Birmanie en l'accompagnant dans l'un de ses vols de reconnaissance en solitaire. Il rencontre à nouveau Haoli et, après une semaine de cour, tombe amoureux d'elle. Cependant, elle part rapidement avec son père à Kunming, à l'autre bout de la route de Birmanie. Le choc provoque une véritable cuite chez Johnny.
Bull fait son rapport à son commandant japonais et reçoit l'ordre de récupérer le document que Johnny a accidentellement pris et qui contient manifestement des plans militaires pour une prochaine campagne contre la route de Birmanie. Lorsque Johnny se réveille à l'hôtel après avoir passé la nuit à boire, Fifi est là pour l'avertir que Bull vient le chercher. Elle est tombée amoureuse de lui et veut qu'il s'enfuie avec elle. Elle lui dit que Kunming sera bientôt bombardée par les Japonais, ce qui ne fait qu'inciter Johnny à s'y précipiter à la recherche de Haoli.
Il s'y rend en avion avec Shorty et arrive juste après un terrible raid aérien qui a tué le père de la jeune femme. Johnny aide à sauver des enfants coincés dans le bâtiment qui s'est effondré. Pendant le sauvetage, Haoli est également tué, ce qui rend Johnny fou de chagrin. Il se précipite au sommet d'un immeuble, s'arme d'une mitrailleuse et abat un chasseur japonais qui le harcèle[3], entamant tardivement sa guerre personnelle contre les Japonais.

## Fiche technique
- Titre : La Pagode en flammes
- Titre original : China Girl
- Réalisation : Henry Hathaway
- Scénario : Ben Hecht d'après une histoire de Darryl F. Zanuck (sous le nom de Melville Crossman)
- Production : Ben Hecht, William Goetz (non crédité) et Darryl F. Zanuck (non crédité)
- Société de production : Twentieth Century Fox
- Musique : Hugo Friedhofer, Alfred Newman et Arthur Lange (non crédité)
- Photographie : Lee Garmes
- Montage : James B. Clark
- Direction artistique : Richard Day et Wiard Ihnen
- Décorateur de plateau : Thomas Little et Walter M. Scott
- Costumes : Earl Luick
- Pays d'origine : États-Unis
- Langue : anglais
- Format : Noir et blanc - Son : Mono (Western Electric Recording)
- Genre : Drame, film de guerre
- Durée : 95 minutes
- Dates de sortie : 
  - États-Unis : 9 décembre 1942
  - France : 1er juin 1949

## Distribution
- George Montgomery : Johnny 'Bugsy' Williams
- Gene Tierney : Miss Haoli Young
- Lynn Bari : Capitaine Fifi
- Victor McLaglen : Major Bull Weed
- Alan Baxter : L'aviateur Bill Jones
- Sig Ruman : Jarubi
- Myron McCormick : Shorty McGuire
- Robert Blake : Chandu - le garçon hindou
- Philip Ahn : Dr Kai Young
- Tom Neal : Capitaine Haynes
- Paul Fung : Gouverneur japonais
- Lal Chand Mehra : Employé de bureau
- Kam Tong : Docteur japonais
- Ann Pennington : Sugar Fingers, l'artiste de cabaret (scènes supprimées)